# Kollektív államfő
Egyes történelmi vagy jelenlegi politikai rendszerekben több személy is egyenrangú államfő vagy egy jogi személy testesíti meg az államfői funkciókat. Bizonyos esetekben az elsőbbség a hivatali idő előrehaladtával rotálódik a kollektíva tagjai között. A többszemélyes uralkodói rendszerek közül meg lehet különböztetni a diarchiát, amelyben két uralkodó az alkotmányos norma, és a korégens rendszert, amelyben egy monarchia kivételes időszakot él át több uralkodóval. A kollektív köztársasági államfő példái közé tartoznak a névleges triumvirátusok; az 1790-es évekbeli francia direktórium; a héttagú svájci szövetségi tanács, ahol minden tag felváltva egy évig tölti be az elnöki tisztséget; Bosznia-Hercegovina elnöksége három nemzet tagjaival; San Marino két régenskapitánya, amely a középkori olasz köztársaságok hagyományát folytatja.
A római köztársaságban két államfő volt, akiket konzulnak neveztek, és kétéves hivatali idejük során havonta váltották egymást, hasonlóképpen az ókori itáliai köztársaságokban is páros számú legfőbb elöljáró volt. Az athéni köztársaságban kilenc legfőbb elöljáró volt, akiket arkhónoknak neveztek. Karthágóban két főhivatalnok volt, akiket királyoknak vagy suffesnek (bíráknak) neveztek. Az ókori Spártában két örökletes király volt, akik két dinasztiához tartoztak.
A Szovjetunióban a Szovjetek Kongresszusának Központi Végrehajtó Bizottsága (1922 és 1938 között), majd a Legfelsőbb Tanács Elnöksége (1938 és 1989 között) volt a kollektív államfő. A második világháború után a szovjet modellt később szinte minden, a befolyási övezetéhez tartozó ország átvette. Közülük Csehszlovákia maradt az egyetlen ország, amely ebben az időszakban mindvégig megtartotta az elnöki tisztséget mint az egyszemélyes államfő egy formáját; Lengyelország és Magyarország, amelyek kezdetben nyugati típusú alkotmányokkal (és így nyugati típusú köztársasági elnöki tisztségekkel) rendelkeztek, az új, szovjet befolyás alatt álló alkotmányok elfogadásával áttértek az elnökségi modellre; Románia, amely a szovjet hatalomátvétel előtt monarchia volt, volt az egyik szocialista ország, amely a kollektív államfőről áttért az egyszemélyes elnökségre, amit Nicolae Ceauşescu diktátor 1974-ben tett meg. A másik kivétel Kuba, ahol 1976–2019 között Államtanács néven kollektív államfői testület, előtte és azóta azonban egyszemélyi államfő töltötte be a tisztséget.
A kollektív államfő modern példája a Szudáni Szuverenitási Tanács, Szudán ideiglenes uralkodó tanácsa. A Szuverén Tanács 11 miniszterből áll, akik Omar el-Basír elnök bukása óta együttesen gyakorolják Szudán összes kormányzati funkcióját. A döntéseket konszenzussal vagy szupertöbbségi szavazással (8 tag) hozzák meg.
Az 1928-ban létrehozott Kínai Köztársaság Nemzeti Kormányának mintegy 40 fős testület volt a kollektív államfője. Bár az év elejétől kezdve egy ideiglenes alkotmány a Kuomintangot tette egyedüli kormánypárttá, és a nemzeti kormányt e párt Központi Végrehajtó Bizottságának utasításaihoz kötötte.

## Magyarországon
A magyar történelemben kollektív államfői testületek (a XIX. századtól kezdve) időrendi sorrendben a Honvédelmi Bizottmány (1848-1849), a Nemzeti Tanács (1918-1919), a Szövetséges Központi Intéző Bizottság (1919), az Országtanács (1944), a Nemzeti Főtanács (1944-1946) és a Népköztársaság Elnöki Tanácsa (1949-1989) voltak.

## Fordítás
- Ez a szócikk részben vagy egészben  a   Head of state című angol Wikipédia-szócikk fordításán alapul.  Az eredeti cikk szerkesztőit annak laptörténete sorolja fel. Ez a jelzés csupán a megfogalmazás eredetét és a szerzői jogokat jelzi, nem szolgál a cikkben szereplő információk forrásmegjelöléseként.